# 女山湖镇
女山湖镇，是中华人民共和国安徽省滁州市明光市下辖的一个乡镇级行政单位。

## 行政区划
女山湖镇下辖以下地区：
女山湖社区、荷花村、冯郢村、对龙村、安淮村、旧县村、山东村、山南村、光明村和赤塘村。